# ビール愛好者党
ビール愛好者党（ビールあいこうしゃとう、Партия любителей пива、パールティヤ・リュビーチェレイ・ピーヴァ）は1990年代に実際にロシア連邦議会下院総選挙に政党登録していたロシアの政党。現在も活動中。
1993年にベラルーシの首都ミンスクで結党、コンスタンチン・カラチョーフ (Константин Калачёв)が総書記、ドミトリー・シェスターコフ (Дмитрий Шестаков) が委員長。
1995年12月下院選挙では0.62%の得票率で議席を得られなかった。